# Plussa (miejscowość)
Plussa – osiedle typu miejskiego w Rosji, w obwodzie pskowskim. Centrum administracyjne rejonu plusskiego. W 2010 roku liczyło 3450 mieszkańców.
Znajduje tu się stacja kolejowa Plussa, położona na linii dawnej Kolei Warszawsko-Petersburskiej.